# 摩根·哈姆
摩根·卡尔·哈姆（英語：Morgan Carl Hamm，1982年9月24日—），美国男子竞技体操运动员。他曾代表美国获得2004年夏季奥运会体操比赛男子团体全能银牌。他也参加了2000年夏季奥运会。